# Lac Aziscohos
Le lac Aziscohos est un lac de barrage traversé par la Rivière Magalloway qui s’étend en amont du barrage Aziscohos dans la Plantation de Lincoln dans l'État du Maine aux États-Unis.

## Géographie
Le réservoir est situé au sud du Lac Parmachenee et est traversé par la rivière Magalloway qui continue  vers le Lac Umbagog. 